# Баневич, Сергей Петрович
Серге́й Петро́вич Бане́вич (род. 2 декабря 1941, Оханск) — советский и российский композитор, преимущественно пишущий музыку для детей; заслуженный деятель искусств РСФСР (1982).

## Биография
Сергей Баневич родился в городе Оханск Пермской области, где его семья находилась в эвакуации во время Великой Отечественной войны.
В 1944 году его семья вернулась в Ленинград. Баневич получил музыкальное образование в Ленинградской консерватории. В 1966 году он окончил её, а в 1969 году — аспирантуру по классу Ореста Евлахова.

## Произведения
Оперы
- «Жил-был Коля, или Лесное приключение» (радио-опера, 1961)
- «Солнышко и снежные человечки» (радио-опера, 1965)
- «Белеет парус одинокий» (по одноименной повести В. Катаева, 1967; 2 ред. - 1971)
- «Фердинанд Великолепный» (1974)
- «История Кая и Герды» по сказке Андерсена «Снежная королева» (1979)
- «Ночной дилижанс» (теле-опера, 1983)
- «Городок в табакерке»
- «Волки и овцы» по комедии А. Н. Островского

Камерные оперы
- «Девочка со спичками» (в соавторстве с Д. Смирновым)
- «Как включали ночь» (по Р. Брэдбери, Ленинград, 1971)

Балеты
- Хореографическая миниатюра «По мотивам Бидструпа» (1964)
- «Русалочка» (опера-балет)
- «Петербург» (балет-фантазия по Андрею Белому)

Мюзиклы
- «Месс-Менд»
- «Стойкий оловянный солдатик» (Ленинградский государственный театр им. Ленинского комсомола, постановка Геннадия Егорова, 1986)
- «Приключения Тома Сойера» (по М. Твену, Ленинград, 1972)
- «Судьба барабанщика» («Прощай, Арбат!», 1976)
- «Сверчок на печи» (по Ч. Диккенсу, Санкт-Петербургский детский музыкальный театр «Зазеркалье», постановка О. Фурман)
- «Таинственный сад» (Санкт-Петербургский театр музыкальной комедии, постановка Анны Осипенко, 2009)

Оперетты
- «О Толе, Тоболе и невыученном глаголе и многом другом» (радио-оперетта, 1968)
- «Сорочинская ярмарка»
- «Остров сокровищ» (1981)

Вокальные циклы
- «Васильевский остров»
- «Пять стихотворений Анны Ахматовой»
- «Арии из ненаписанных опер» (по произведениям Ф. Достоевского, С. Фицджеральда, Т. Манна, С. Алексиевич, Л. Петрушевской, К. Паустовского)
- «Петербургская литания» для смешанного хора a cappella на стихи А. Ахматовой

Хоровые произведения
- Кантата «Песня о Гренаде» (сл. М. Светлова, 1966)
- «Благослови зверей и детей» (концерт для детского хора и фортепиано на стихи Саши Чёрного)
- Песни для детской эстрады
- Музыка к циклам радиопередач «Гуслина консерватория» и «Приглашает Музикуся»

Произведения для фортепиано
- 2003 — «Петербургские страницы» (К 300-летию Санкт-Петербурга)

Сочинения для оркестра
Музыка к кино- и телефильмам
- 1976 — «Где ты, Багира?»
- 1978 — «Сегодня или никогда»
- 1979 — «Сын чемпиона»
- 1981 — «О тебе»
- 1982 — «Никколо Паганини»
- 1984 — «Завещание профессора Доуэля»
- 1984 — «Идущий следом»
- 1984 — «Сильная личность из 2 "а"»
- 1985 — «Рейс 222»
- 1985 — «Эй, на линкоре!» (новелла в киноальманахе «Мостик»)
- 1986 — «Пиквикский клуб»
- 1987 — «На исходе ночи»
- 1987 — «Три лимона для любимой»
- 1989 — «Замри, умри, воскресни»
- 1990 — «Сломанный свет»
- 1992 — «Рэкет» («…путём угроз, насилия и шантажа»)
- 1996 — Поживём — увидим
- 2001 — Крот
- 2002 — Крот 2
- 2003 — Челябумбия
- 2003 — Не делайте бисквиты в плохом настроении
- 2004 — Женский роман
- 2005 — Арфа и бокс
- 2005 — Гражданин начальник 2
- 2005 — Заказ
- 2006 — Чёртово колесо
- 2007 — Агитбригада «Бей врага!»
- 2007 — Антонина обернулась
- 2009 — Одна война
- 2014 — Две женщины
- 2018 — Не чужие

## Награды и премии
- Орден Почёта (24 января 2018 года) — за заслуги в развитии отечественной культуры и искусства, многолетнюю плодотворную деятельность[1].
- Орден Дружбы (28 октября 2002 года) — за многолетнюю плодотворную деятельность в области культуры и искусства[2].
- Заслуженный деятель искусств РСФСР (1982 год).
- Медаль имени Михаила Чехова (2017 год, Дом русского зарубежья имени Александра Солженицына).
- Премия Правительства Санкт-Петербурга.